# Het geheim van het slot Arco
Het geheim van het slot Arco is Nederlands-Oostenrijkse stomme film uit 1915 in zwart-wit, ook bekend onder de titels De man zonder hoofd en Overleveringen van het slot Arco.
De film wordt omschreven als een horrorfilm, dit zou dan de eerste in de Nederlandse filmgeschiedenis zijn. De film werd in zijn geheel opgenomen in Oostenrijk met Nederlandse acteurs. Het is de enige film, waarin de hele in de filmwereld acterende familie Van Dommelen verscheen.

## Verhaal
Het verhaal begint in het heden (1914). Een zakenman heeft het druk met zijn werkzaamheden en geen oog meer voor zijn vrouw. Een collega van de man wijst hem op een 300 jaar oud verhaal, en de film blikt dan terug op het jaar 1614. Daar gaat het om een kasteelheer die zijn vrouw links laat liggen. Zijn vrouw is hier triest om en om haar verdriet te verwerken huurt ze een kunstschilder in die haar portret moet schilderen. Ze worden beiden verliefd, maar de kasteelheer van slot Arco is woedend als hij erachter komt en onthoofdt de schilder.
Het lijk zonder hoofd verbergt de kasteelheer onder het kasteel. Dan keert het verhaal weer terug naar het heden. De zakenman is onder de indruk van het verhaal en wil uitvinden of het echt gebeurd is. Samen met zijn dochter gaat hij naar het kasteel, dat tegenwoordig een ruïne is. Als zijn dochter door een houten vlonder zakt zien ze een skelet zonder hoofd liggen maar er blijkt meer aan de hand...

## Rolverdeling
| Acteur                     | Personage |
| -------------------------- | --------- |
| Jan van Dommelen           |           |
| Tilly Lus                  |           |
| Willem van der Veer        |           |
| Constant van Kerckhoven jr |           |
| Co Balfoort                |           |
| Louis van Dommelen         |           |
| Caroline van Dommelen      |           |